# Veronica Ricci
Veronica Ricci (Sacramento, California; 17 de abril de 1988) es una actriz pornográfica estadounidense.

## Biografía
Veronica Ricci, nombre artístico de Kari Davis, nació en abril de 1988 en el seno de una familia con ascendencia rusa, francesa, sueca e italiana en la ciudad de Sacramento, capital del estado de California (Estados Unidos). Durante sus años de adolescencia, se consideró socialmente inadaptada y tímida, consiguiendo alejarse finalmente de esa fuerte naturaleza tímida en el primer año de universidad.
Fue en esta etapa en la que empezó a trabajar modelo, terapeuta de masajes, bailarina exótica, promotora y gogó en diversas discotecas, momento en el que la empresa Hustler la descubrió y lanzó su carrera como modelo, participando también en la revista Penthouse. Entró en la industria como actriz en 2008, siendo muchas de sus escenas en solitario o de temática lésbica.
Sin dejar de lado su carrera como actriz porno, Ricci siguió estudiando en la universidad, donde se graduó en una doble titulación de Psicología y Negocios.
Fue elegida Hustler Honey de la revista Hustler en enero de 2009 y Pet of the Month de la revista Penthouse en abril del mismo año.
Se retiró de la industria en 2015, con un total de 95 películas rodadas.

## Premios y nominaciones
| Año  | Ceremonia         | Resultado | Premio                 | Trabajo |
| ---- | ----------------- | --------- | ---------------------- | ------- |
| 2013 | Spank Bank Awards | Nominada  | Most Photogenic        | —       |
| 2013 | Spank Bank Awards | Nominada  | Prettiest Girl In Porn | —       |